# Chó Landseer
Chó Landseer là một giống chó. Giống chó này hay bị nhầm lẫn với giống Chó Newfoundland vốn có bộ lông trắng và đen, một giống cũng thường được gọi là "landseer".
Loài này được đặt tên theo họa sĩ người Anh Edwin Henry Landseer, bởi vì vào năm 1838 ông đã vẽ bức tranh mang tên A Distinguished Member of the Humane Society và trong bức tranh có miêu tả một con chó thuộc giống chó này.

## Thân hình
Con đực thường nặng khoảng từ 65 đến 80 kg (143–176 lb) và con cái nằm trong khoảng từ 55 đến 65 kg (121–143 lb), khiến chúng được xếp vào nhóm chó trọng lượng "Khổng lồ"; nhưng một số con chó Newfoundland đã được biết đến có trọng lượng lên đến hơn 90 kg (200 lb) - và lớn nhất là con chó giữ kỹ lục về trọng lượng, lên đến 120 kg (260 lb) và có chiều dài trên 1,8 m (6 ft) từ mũi đến đuôi, các kích thước đã xếp hạng nó trong vào danh sách chó Molosser lớn nhất. Chúng có thể có chiều cao từ 56 đến 76 cm (22 đến 30 in) tính từ các bả vai.

## Trong văn hóa
Con chó của ông Rochester trong cuốn tiểu thuyết của Charlotte Brontë, Jane Eyre, được xem là giống Newfoundland và điều này không chính xác, nhưng trên thực tế, nó là một con chó giống Landseer.
Con chó Nana trong Peter Pan, mặc dù thường được miêu tả là một con chó giống St. Bernard, nhưng trước đó, vai chó này đã được dự định là một con chó giống Landseer. Bộ phim năm 2004 Finding Neverland đã giới thiệu Great Pyrenees làm vật nuôi của J. M. Barrie, dựa trên nhân vật chó Nana.
J. M. Barrie sở hữu một con chó Landseer Newfoundland gọi là Luath. Roxie trong phim A Dog's Purpose là một con chó Landseer có màu lông đen trắng.